# William Sands
William Sands (Nueva York, 1 de noviembre de  1929 – 1 de marzo de 2018) fue un editor de cine estadounidense. Fue nominado a los Premios Óscar en la categoría de mejor montaje por Funny Girl.
Sands murió el 1 de marzo de 2018 en Las Vegas a los 88 años.